# شون ريسبيرت
شون ريسبيرت (بالإنجليزية: Shawn Respert) مواليد 6 فبراير 1972 في ديترويت، هو مدرب كرة سلة أمريكي ولاعب سابق. بدأ مسيرته الاحترافية في سنة 1995. تم اختياره من قبل فريق بورتلاند ترايل بلايزرز خلال الدرافت. يبلغ طوله 6 قدم 3 بوصة (1.9 م). حقق المركز الأول في الألعاب الجامعية الصيفية 1993. اعتزل اللعب في 2003. أحرز خلال مسيرته في الإن بي إيه 851 نقطة بمعدل 4.9 نقاط في المباراة الواحدة.

## المسيرة الاحترافية
لعب مع ميلووكي باكز من سنة 1995 إلى 1997، ثم لعب مع تورونتو رابتورز من سنة 1996 إلى 1998، ثم لعب مع دالاس مافيريكس في سنة 1998، ثم لعب مع فينيكس صنز في سنة 1999، ثم لعب مع أولمبيا ميلانو في الدوري الإيطالي في موسم 1999–2000.

## الميداليات
| الميدالية | المسابقة                      |
| --------- | ----------------------------- |
| برونزية   | ألعاب النوايا الحسنة 1994     |
| ذهبية     | الألعاب الجامعية الصيفية 1993 |

## روابط خارجية
- شون ريسبيرت على موقع إن بي أي (الإنجليزية)
- شون ريسبيرت على موقع سبورتس رفرنس (الإنجليزية)
- شون ريسبيرت على موقع كرة السلة الأوروبية.كوم (الإنجليزية)
- شون ريسبيرت على موقع كلية كرة السلة في سبورتس رفرنس.كوم (الإنجليزية)
- شون ريسبيرت على موقع ريلجم (الإنجليزية)
- شون ريسبيرت على موقع بروبوليرز (الإنجليزية)
- شون ريسبيرت على موقع سبورتس رفرنس (الإنجليزية)
- شون ريسبيرت على موقع سبورتس رفرنس (الإنجليزية)